# AGO Flugzeugwerke
L'AGO Flugzeugwerke fu, fino al 1945, un'azienda aeronautica tedesca attiva nella produzione di aerei ad uso civile e militare. Le iniziali AGO ebbero diversi significati durante la vita dell'azienda ma la sua versione finale era Apparatebau GmbH Oschersleben. Al suo apice poteva contare su una forza lavoro di 4 500 persone.

## Storia

### Le origini
L'azienda ha origine nel 1911 a Monaco di Baviera quando viene fondata da Gustav Otto in collaborazione con il Dr Alberti con la ragione sociale di Gustav Otto Flugmaschinenwerke. Gustav, figlio del Dr Nikolaus Otto inventore del motore che porta il suo nome, fu un pioniere dell'aeronautica (licenza di pilota Nr. 34) ed un costruttore di motori. Come spesso avveniva agli albori della storia dell'aeronautica, oltre alla realizzazione di velivoli l'azienda integrava una scuola di volo che, negli anni seguenti, ebbe tra i suoi allievi anche l'asso dell'aviazione Ernst Udet.
Il primo successo commerciale dell'azienda si deve al capo progettista Gabriel Letsch, il quale realizzò un biplano da osservazione caratterizzato dalla propulsione in configurazione spingente che divenne ben presto l'equipaggiamento standard della Bayerischen Fliegertruppe. Il velivolo adottava un motore raffreddato a liquido capace di erogare una potenza di 100 PS (73,5 kW) prodotto della stessa ditta e che portava il marchio Aviatiker Gustav Otto (AGO). Nel 1912 venne istituita una divisione separata con sede a Johannisthal, diretta da Elisabeth Woerner ed Hermann Fremery, e che assunse la denominazione AGO Flugzeugwerke marchio con il quale verrà identificata la successiva produzione.

### La prima guerra mondiale
Allo scoppio della prima guerra mondiale, l'Idflieg commissionò all'AGO una serie di velivoli da osservazione e ricognizione che produsse a cominciare dal C.I, un biplano a propulsione spingente progettato dall'ingegnere svizzero August Häfeli. Il velivolo di maggiormente prodotto dall'azienda durante il conflitto fu il C.IV del 1916, con 70 esemplari realizzati.
Nel 1916, Gustav Otto aprì due nuovi stabilimenti, il primo a Monaco di Baviera, il quale assunse la nuova denominazione Bayerische Flugzeugwerke AG (BFW), seguito a breve distanza di tempo dal secondo ad Oschersleben, in società con Josef Schnittisser, quest'ultimo nuovamente chiamato AGO ma questa volta con il significato di Aktiengesellschaft Gustav Otto. Gli impianti di Oschersleben vennero utilizzati per la fabbricazione di componenti aeree per conto altre aziende aeronautiche fino alla fine della guerra.

### Periodo interbellico
Dopo l'armistizio, a causa delle limitazioni imposte alla Germania dal Trattato di Versailles, alla neoistituita Repubblica di Weimar la produzione aeronautica venne impedita ed Otto cercò di riconvertire l'azienda nel settore automobilistico con scarso successo tanto che, nel 1919, fu costretto a licenziare i dipendenti della società di Berlino e di cedere la propria quota della fabbrica di Oschersleben.
Si ritirò definitivamente dall'attività imprenditoriale trasferendosi sul lago di Starnberg dove passò l'ultimo periodo della sua vita e spegnendosi nel 1926. L'azienda continuò comunque l'attività e lo stesso anno si espanse acquisendo un terreno di 20 ettari nei pressi della Sudenburger Maschinenfabrik und Eisengießerei AG a Magdeburgo. Tuttavia non riuscì ad uscire dalla crisi economica e nel 1928 fu costretta a chiudere. Il 30 luglio 1930, le proprietà dell'AGO vennero battute all'asta, con ordinanza del tribunale.

### Il periodo nazista
Alcuni anni più tardi, il governo nazista ricostituì l'azienda riproponendo il marchio AGO destinando nuovamente gli stabilimenti di Oschersleben alla produzione aeronautica conto terzi. Il primo ordine fu di 36 esemplari dei caccia Arado Ar 65, 197 Arado Ar 66 da addestramento e 71 caccia Heinkel He 51. Il 1º maggio 1935 venne portato in volo primo velivolo del lotto, probabilmente un Ar 65. Un secondo ordine venne commissionato alla fine del 1937; si trattava di una fornitura di 140 bombardieri in picchiata Henschel Hs 123 che segnò l'inizio della costruzione di velivoli interamente metallici. Il successivo ordine fu di 241 addestratori Gotha Go 145 e 187 Arado Ar 96, assieme ad un iniziale richiesta di 150 Henschel Hs 126 da ricognizione aumentata a 390 unità nell'estate del 1938. Tra il marzo 1937 ed il marzo 1938 l'AGO costruì 121 Focke-Wulf Fw 44 seguita, sempre nel 1938, dall'inizio della produzione dei caccia Messerschmitt Bf 109 e, dal 1941, dei caccia Focke-Wulf Fw 190 che divennero i principali prodotti realizzati dall'azienda.
Nel 1935 venne riaperto anche il reparto di progettazione che iniziò lo sviluppo del primo velivolo che portava nuovamente il marchio di fabbrica, il bimotore Ao 192 Kurier che rispondeva alla specifiche emesse dal Reichsluftfahrtministerium  (RLM) per la fornitura di un aereo di linea e che venne portato in volo per la prima volta nel 1937. Ne vennero realizzati 7 esemplari prima che il contratto di fornitura fosse aggiudicato al concorrente Siebel Si 104 e la produzione venne interrotta. Un progetto per un nuovo caccia pesante, designato Ao 225, non superò mai la fase del modello realizzato per la galleria del vento per cui il codice 225 venne riassegnato dall'RLM alla Focke-Achgelis.
Dal 1943 in poi, nel prosieguo della seconda guerra mondiale, gli stabilimenti AGO subirono ripetuti bombardamenti da parte delle forze aeree alleate che ne colpirono in più occasioni le strutture limitandone drasticamente la capacità di produzione fino alla fine del conflitto. Nel 1947 quel che rimaneva dell'azienda venne requisito dal governo sovietica che aveva acquisito il controllo della regione e l'AGO cessò definitivamente di esistere.